# مقتل عائلة سيتاجايا
يشير مقتل عائلة سيتاجايا (باليابانية: 世田谷一家殺害事件) إلى جرائم القتل التي لم تُحل لعائلة ميازاوا في جناح سيتاجايا بطوكيو في اليابان، في 30 ديسمبر 2000.
قُتل ميكيو ميازاوا وياسوكو ميازاوا ونينا ميازاوا وري ميازاوا أثناء اقتحام المنزل ليلاً على يد مهاجم مجهول ظل بعد تنفيذه للجريمة في منزل ميازاواس لعدة ساعات قبل أن يختفي. بدأت الشرطة اليابانية تحقيقًا مكثفًا كشفت عن الحمض النووي للقاتل والعديد من الأدلة المحددة حول هويته، لكن لم يتم التعرف على الجاني مطلقًا.
أصبح الهيجان الإعلامي والتحقيق الطويل في جرائم قتل سيتاجايا سببًا رئيسيًا لإلغاء قانون التقادم في اليابان، والذي تمت إزالته في عام 2010.

## جرائم القتل

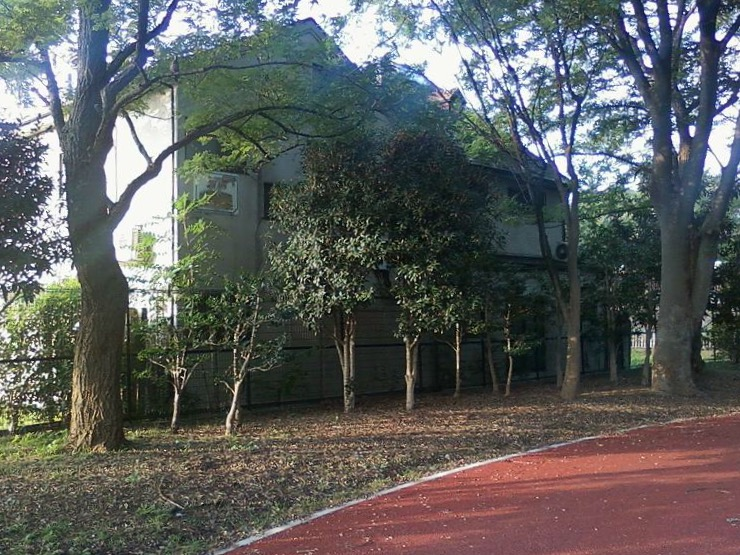
الجزء الخلفي لمنزل ميازاوا من حديقة سوشيغايا في عام 2010.

في 31 ديسمبر 2000، تم اكتشاف جثث ميكيو ميازاوا البالغ من العمر 44 عامًا، وزوجته ياسوكو البالغة من العمر 41 عامًا، وأطفالهم وهم نينا البالغ من العمر 8 سنوات وري البالغ من العمر 6 سنوات، من قبل والدة ياسوكو هاروكو في منزلهم في حي كاميسوشيغايا في سيتاجايا، في الضواحي الغربية لطوكيو. تم طعن ميكيو وياسوكو ونينا حتى الموت بينما تم خنق ري. وخلص التحقيق الذي أجرته إدارة شرطة مدينة طوكيو في مسرح الجريمة إلى أن الأسرة قُتلت في 30 ديسمبر / كانون الأول في حوالي الساعة 11:30 مساء (توقيت اليابان القياسي)، وبعد ذلك مكث القاتل في المنزل عدة ساعات. تم تعيين تاكيشي تسوتشيدا، رئيس مركز شرطة سيجو، باعتباره الشخص المسؤول عن التحقيق في ذلك الوقت حتى تقاعده.
دخل قاتل ميازاوا من خلال النافذة المفتوحة للحمام في الطابق الثاني في الجزء الخلفي من المنزل، الواقع بجوار حديقة سوشيغايا مباشرة، وتمكن من الوصول عن طريق تسلق شجرة ثم إزالة حاجز النافذة. استخدم القاتل يديه العاريتين لخنق ري أثناء نومه في غرفته في الطابق الثاني، مما أدى إلى مقتله من خلال الاختناق. صعد ميكيو إلى الدرج في الطابق الأول بعد أن اكتشف الاضطراب في غرفة ري، وقاتل القاتل وأصابه حتى تم طعنه في رأسه بسكين ساشيمي بوتشو. وزعم تقرير للشرطة أن جزءًا من شفرة سكين ساشيمي قطع داخل رأس ميكيو، ثم هاجم القاتل ياسوكو ونينا بالسكين المكسور حتى استخدم سكين سانتوكو من بيت ميازاواس لقتلهم.
بقي القاتل داخل منزل ميازواس لمدة 2 إلى 10 ساعات، واستخدم كمبيوتر العائلة، وشرب شاي الشعير، وأكل البطيخ والآيس كريم من ثلاجتهم، واستخدم المرحاض وترك برازه فيه دون شطف، وعالج إصاباته باستخدام أدوات الإسعافات الأولية وأدوات صحية أخرى، وأخذ قيلولة على أريكة في غرفة المعيشة بالطابق الثاني. كشف تحليل لجهاز الكمبيوتر الخاص بميكيو ميازوا أنه كان متصلاً بالإنترنت في صباح اليوم التالي لجرائم القتل في الساعة 1:18 صباحاً ومرة أخرى في حوالي الساعة 10 صباحًا، في الوقت الذي دخلت فيه والدة ياسوكو هاروكو المنزل واكتشفت جرائم القتل. أصبحت هاروكو مشبوهة بعد أن عجزت عن الاتصال بابنتها (قام القاتل بفصل خط الهاتف) وزارت المنزل لكنه لم يتلق أي رد بعد قرع جرس الباب.

## تحقيق
تمكنت الشرطة من استنتاج عدة أدلة دقيقة للغاية لهوية الجاني، لكنها لم تتمكن من إبراز المشتبه به أو القبض عليه. وقد تقرر أن القاتل قد أكل فاصوليا وبذور سمسم في اليوم السابق بعد تحليل براز القاتل في حمام ميازاواس. قرروا أن الملابس وسكين الساشيمي التي تركها القاتل قد تم شراؤها في محافظة كاناغاوا. علمت الشرطة أيضًا أن 130 وحدة فقط من سترة القاتل تم تصنيعها وبيعها، لكنها تمكنت فقط من تعقب اثني عشر شخصًا اشتروا السترات. كما تم العثور على كميات ضئيلة من الرمال داخل حقيبة الورك التي تركها الجاني في مكان الحادث، والتي بعد التحليل تقرر أنها تأتي من صحراء نيفادا، وهي منطقة قاعدة إدواردز الجوية في كاليفورنيا.
يعد التحقيق في جرائم القتل هذه من بين أكبر التحقيقات في تاريخ اليابان، حيث شارك فيه أكثر من 246044 محققًا جمعوا أكثر من 12545 قطعة من الأدلة. في عام 2015، تم الإبلاغ عن تعيين أربعين ضابطا للقضية بدوام كامل. في كل عام، تقوم إدارة شرطة مدينة طوكيو برحلة حج سنوية إلى المنزل للاحتفالات التذكارية. في عام 2019، تم الإبلاغ عن تكليف خمسة وثلاثين ضابطًا بالقضية.
يقدم TMPD حاليًا مكافأة قدرها 20 مليون ين لأي شخص يمكنه مساعدة الضباط في العثور على أدلة تؤدي إلى المشتبه به أو إغلاق القضية. بالإضافة إلى ذلك، أعلن TMPD أن منزل ميازاوا سيتم هدمه بسبب قدمه وخطر الانهيار مع ظهور علامات التدهور على الداخل. تم الاحتفاظ بجميع الأدلة المتعلقة بالقضية في الحجز القضائي.
اعتبارًا من ديسمبر 2020، تم تقديم 13658 نصيحة إلى الشرطة.

### اشتباه
عثرت شرطة طوكيو على الحمض النووي للقاتل وبصمات أصابعه في منزل ميازاواس، لكن لم يتطابق أي منها مع قواعد بيانات شرطة طوكيو، مما يشير إلى أنه ليس لديه سجل جنائي. تم الحصول على دم القاتل خلال تحليل مشهد القتل الذي كشف عن آثار دم من النوع A، والتي لم تكن تنتمي إلى عائلة ميازاوا. حدد تحليل الحمض النووي للدم من النوع A أن القاتل ذكر وربما مختلط العرق، حيث يشير الحمض النووي للأم إلى أن الأم من أصل أوروبي، ربما من بلد في جنوب أوروبا بالقرب من البحر الأبيض المتوسط أو البحر الأدرياتيكي، والحمض النووي الأبوي يشير إلى أن الأب من أصل شرق آسيوي.
يُعتقد أن الحمض النووي للأم الأوروبي يأتي من سلف بعيد من سلالة الأم وليس من أم أوروبية بالكامل. أظهر تحليل كروموسوم Y Haplogroup O-M122، وهي مجموعة هابلوغروب شائعة موزعة في شعوب شرق آسيا، تظهر في 1 من كل 4 أو 5 كوريين، و 1 من كل 10 صينيين، و 1 من كل 13 يابانياً.
أدت هذه النتائج إلى قيام شرطة مدينة طوكيو بطلب المساعدة من خلال منظمة الشرطة الجنائية الدولية لأن القاتل قد لا يكون يابانيًا أو موجودًا في اليابان.
جسديًا، يُعتقد أن القاتل يبلغ طوله حوالي 170 سم وذو بنية رفيعة. تقدر الشرطة أن القاتل ولد بين عامي 1965 و 1985 (كان عمره من 15 إلى 35 عامًا وقت وقوع الحادث) بسبب اللياقة البدنية اللازمة لدخول منزل ميازاوا وارتكاب جرائم القتل. تشير جروح عائلة ميازواس إلى أن القاتل من المحتمل أن يكون أيمن.

## روابط خارجية
- موقع ويب قسم التحقيقات التابع لقسم شرطة العاصمة طوكيو، بما في ذلك صور ملابس المشتبه به. باللغة اليابانية